# تينوس

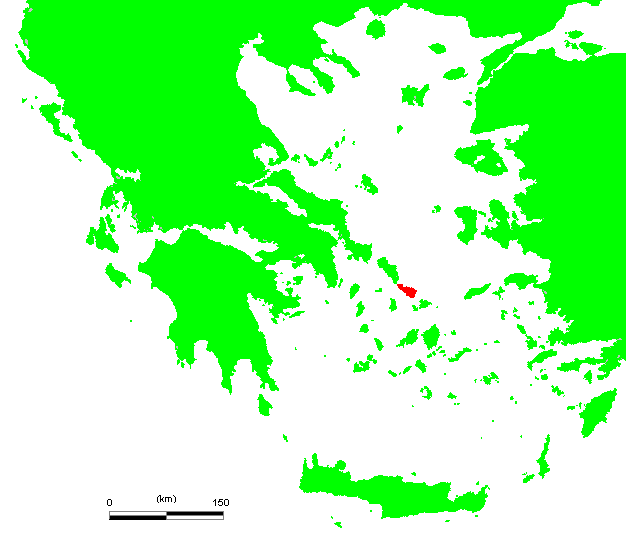
موقع الجزيرة

تينوس (Τήνος) هي مدينة في كيكلاديس في اليونان.
يبلغ عدد سكانها حوالي 4148 نسمة.

## معرض صور

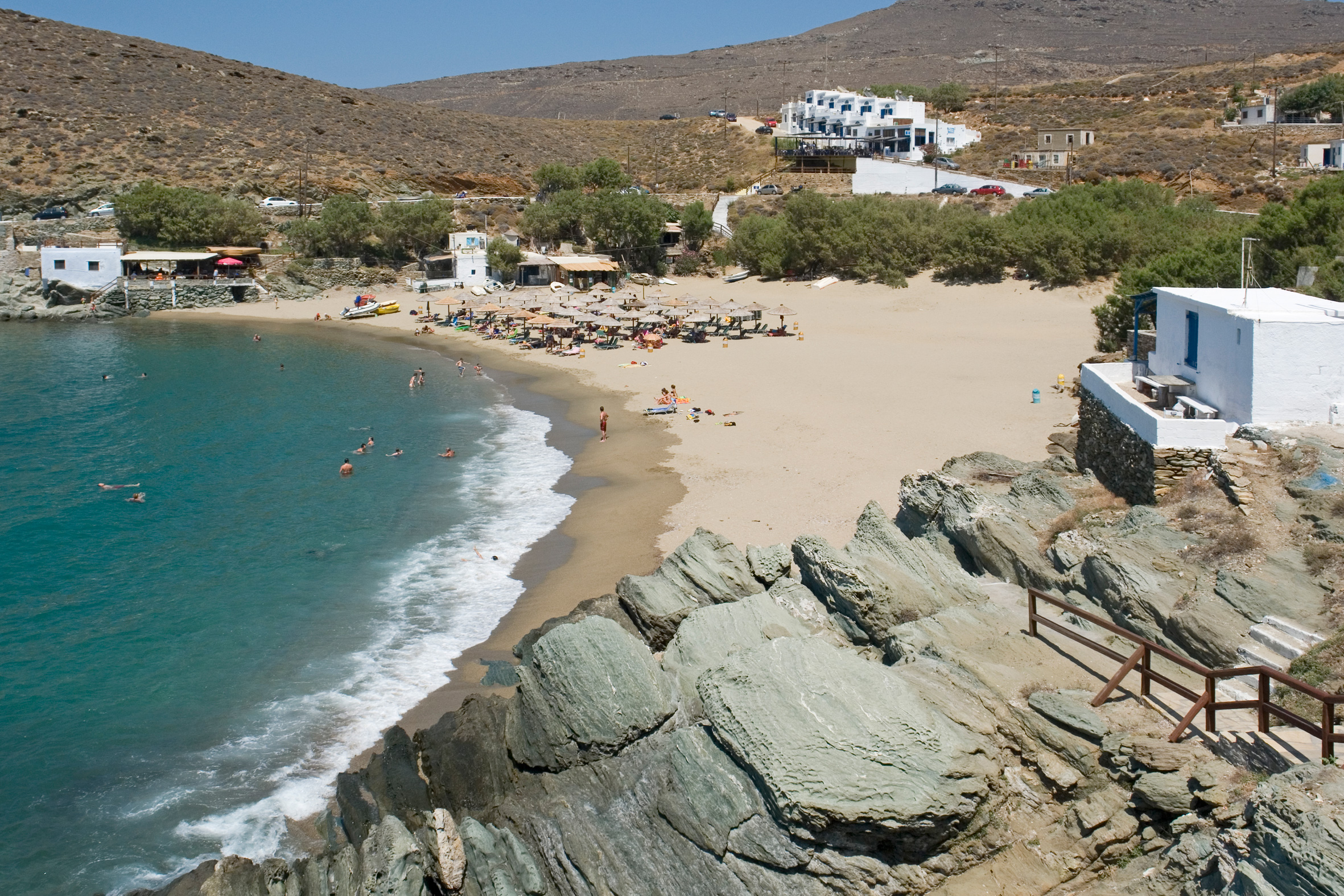
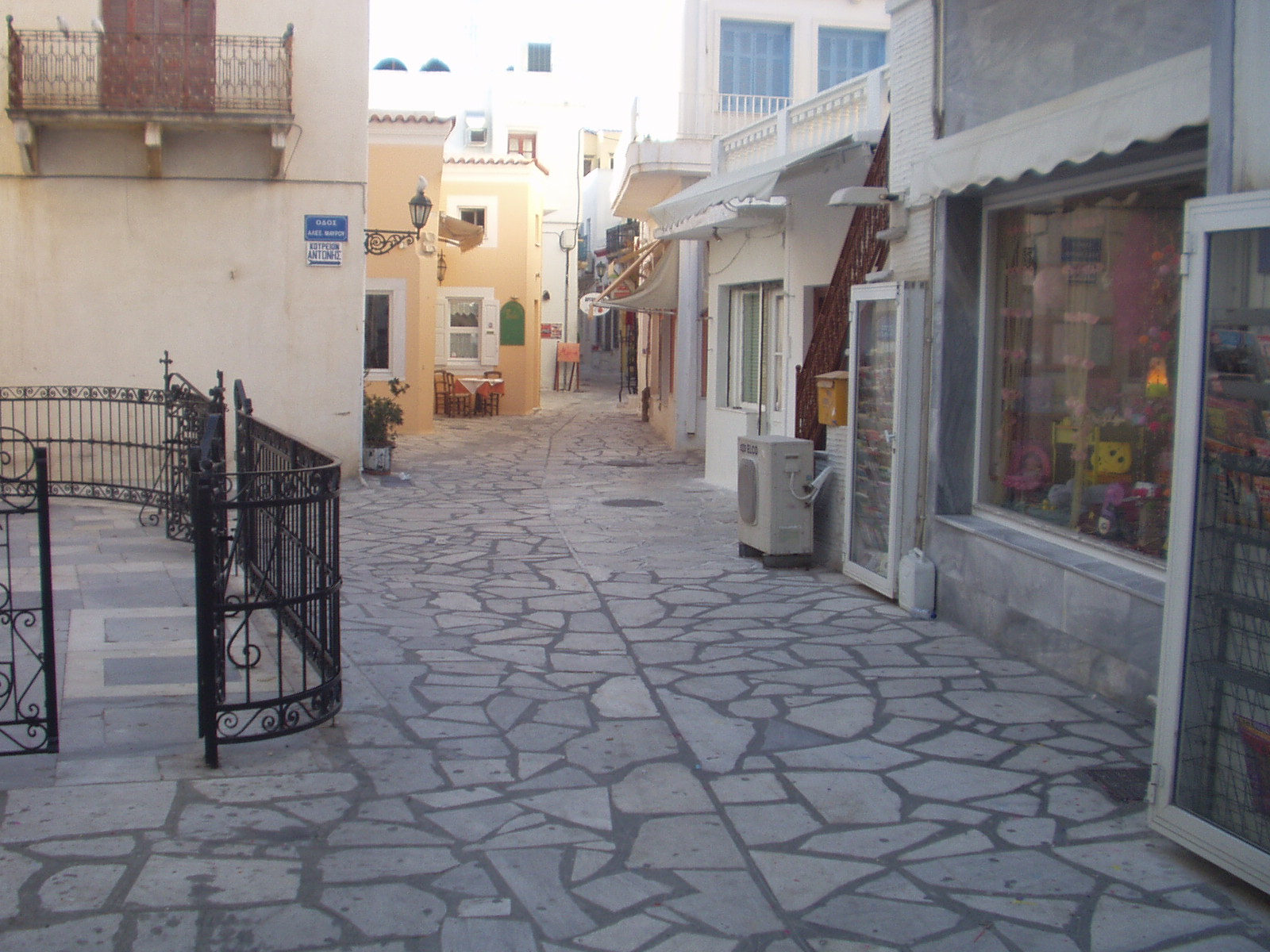
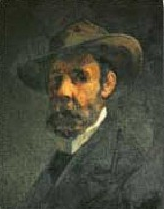
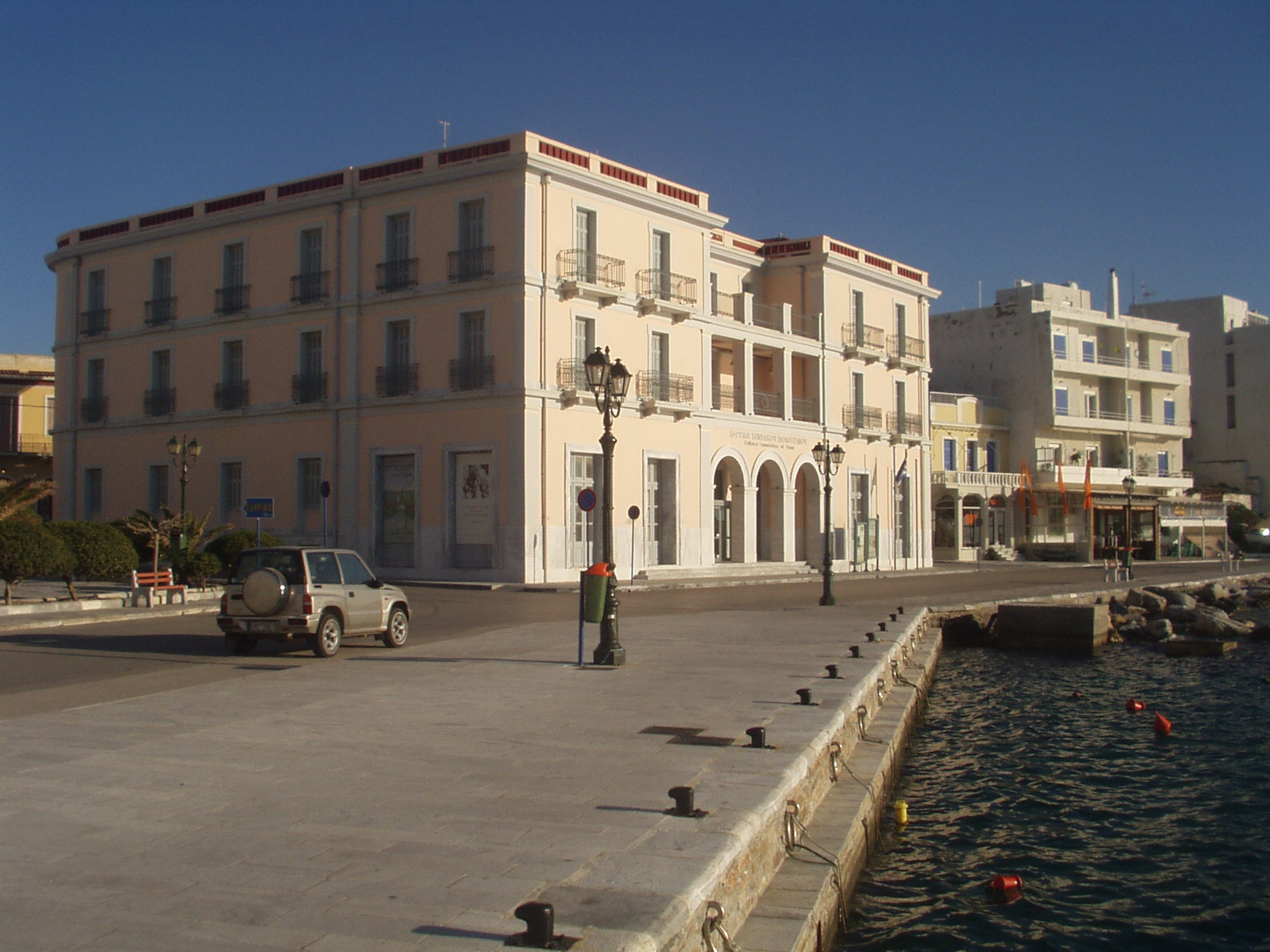

## أعلام
- السلطانة كوسم
- نيكولاوس جيزيس